# Blacktown (New South Wales)
Blacktown bildet das Zentrum der Local Government Area Blacktown City in der Metropolregion Sydney in New South Wales, Australien.

## Geschichte
Blacktown entstand auf dem Land der Darug-Aborigines.
Mitte des 19. Jahrhunderts wurden auf dem heutigen Stadtgebiet erste Ländereien zugeteilt. 1860 erfolgte mit dem Anschluss der Stadt an die Great Western Line die Errichtung eines Bahnhofes, der den Namen „Black Town Road Station“ trug. Kurze Zeit darauf, 1862, wurde am Bahnhof ein Postamt eingerichtet. Ab diesem Zeitpunkt ist der Name „Blacktown“ in offiziellen Aufzeichnungen dokumentiert.
Die Gründung des Shire of Blacktown erfolgte im Mai 1906. Der erste Stadtrat wurde im Dezember desselben Jahres gewählt. 1961 wurde der Schritt von der Umwandlung zur Municipality vollzogen. 1979 wurde Blacktown Teil der heute existierenden Blacktown City, welche zu diesem Zeitpunkt gebildet wurde. Die Verwaltung ebendieser befindet sich ebenfalls in Blacktown.

## Geographie
Der Ort liegt im Westen der Metropolregion Sydney, etwa 30 Kilometer westlich vom Stadtzentrum sowie 20 Kilometer östlich von Penrith. Mit 3173 Einwohnern/km² ist der Ort dicht besiedelt.
Blacktown liegt zwischen der Autobahn M7 (WesltLink) im Norden und der M4 (Western Motorway) im Süden. Jenseits der M4 befindet sich das Prospect Reservoir mit dem Prospect Nature Reserve am Nordufer.

## Demographie
Mit Stand von 2021 hatte Blacktown 50.961 Einwohner, von denen 36.766 die australische Staatsangehörigkeit besaßen. 829 Personen im Ort waren Aborigines. Weitere 24 Einwohner waren Torres-Strait-Insulaner.
In Blacktown wohnten mit 8436 Menschen (16,55 %) überdurchschnittlich viele Personen aus Indien (Landesweit: 2,65 %). Weitere Einwohner, die im Ausland geboren wurden, kamen aus den Philippinen (2822), China (1248) und Fidschi (947).
Das Medianalter lag bei 34 Jahren. Das mittlere Einkommen pro Person betrug 757 Australische Dollar, das mittlere Haushaltseinkommen lag bei 1774 AUD.

## Öffentliche Einrichtungen und Infrastruktur
In Blacktown gibt es insgesamt 20 Bildungseinrichtungen, darunter das Patrician Brothers College Blacktown. Weiterhin gibt es 67 Parks sowie 13 öffentliche Sportstätten. Der Ort beherbergt zwei Filialen der Australia Post. Im Rahmen der öffentlichen Ordnung gibt es eine Polizeidienststelle.
Das Zentrum Blacktowns wird durch das Westpoint-Einkaufszentrum sowie den Bahnhof der Stadt geprägt. Der Bahnhof von Blacktown ist Haltepunkt der Linien T1 und T5.